# Шайнаки-Чинор
Шайнаки-Чинор (тадж. Шайнаки Чинор) — село в районе Рудаки Республики Таджикистан. Входит в состав джамоата (сельской общины) Чортеппа района Рудаки.
Находится недалеко от г. Душанбе, на расстоянии 25 км от райцентра (пгт. Сомониён) и 3 км от центра общины (село Джуйбодом).
Население — 1947 чел. (2017).